# Lamborghini Islero
Der Lamborghini Islero war ein von 1968 bis 1970 gebauter Sportwagen des italienischen Auto-Herstellers Lamborghini.

## Geschichte
Der Lamborghini Islero wurde nach dem Kampfstier Islero, der 1947 den Stierkämpfer Manolete tödlich verletzt hatte, benannt. Als er im März 1968 auf dem Genfer Salon präsentiert wurde, galt er als ein überarbeiteter 400 GT, dessen Motor und Fahrwerk (3,9-l-V12 mit vier obenliegenden Nockenwellen, rundum einzeln an zwei Querlenkern aufgehängte Räder und Scheibenbremsen) vom Vorgänger übernommen wurde. Er bekam jedoch im Unterschied zum rundlichen 400 GT eine Karosserie mit ausgeprägten Kanten, die nicht mehr bei der mittlerweile in Konkurs gegangenen Carrozzeria Touring, sondern bei der Carrozzeria Marazzi gefertigt wurde und qualitativ abfiel.
1969 wurde der Islero durch den Islero S ersetzt. Der „S“ ist leicht an den Kotflügelverbreiterungen und den vorderen Ausstellfenstern zu erkennen. Außerdem bekam der „S“ einen 257-kW-Motor und das verbesserte Fahrwerk des Espada.

## Stückzahlen
Insgesamt entstanden 225 Islero, davon 70 Islero S.

## Technische Daten
| Technische Daten Lamborghini Islero |                                                    |                                                    |
| Lamborghini                         | Islero                                             | Islero S                                           |
| Motor:                              | 12-Zylinder-V-Motor (Viertakt), Gabelwinkel 60°    | 12-Zylinder-V-Motor (Viertakt), Gabelwinkel 60°    |
| Hubraum:                            | 3929 cm³                                           | 3929 cm³                                           |
| Bohrung × Hub:                      | 82 × 62 mm                                         | 82 × 62 mm                                         |
| Leistung bei 1/min:                 | 250 kW (340 PS) bei 7000                           | 257 kW (350 PS) bei 7000                           |
| Max. Drehmoment bei 1/min:          | 378 Nm bei 5000                                    | 392 Nm bei 5500                                    |
| Verdichtung:                        | 9,8:1                                              | 10,7:1                                             |
| Gemischaufbereitung:                | 6 Querstrom-Doppelvergaser Weber 40                | 6 Querstrom-Doppelvergaser Weber 40                |
| Ventilsteuerung:                    | DOHC                                               | DOHC                                               |
| Kühlung:                            | Wasserkühlung                                      | Wasserkühlung                                      |
| Getriebe:                           | 5-Gang-Getriebe Hinterradantrieb                   | 5-Gang-Getriebe Hinterradantrieb                   |
| Radaufhängung vorn:                 | je zwei ungleich lange Querlenker, Schraubenfedern | je zwei ungleich lange Querlenker, Schraubenfedern |
| Radaufhängung hinten:               | je zwei ungleich lange Querlenker, Schraubenfedern | je zwei ungleich lange Querlenker, Schraubenfedern |
| Bremsen:                            | Scheibenbremsen rundum                             | Scheibenbremsen rundum                             |
| Lenkung:                            | Zahnstangenlenkung                                 | Zahnstangenlenkung                                 |
| Karosserie:                         | Stahlblech, selbsttragend                          | Stahlblech, selbsttragend                          |
| Spurweite vorn/hinten:              | 1380/1380 mm                                       | 1380/1380 mm                                       |
| Radstand:                           | 2550 mm                                            | 2550 mm                                            |
| Abmessungen:                        | 4520 × 1730 × 1310 mm                              | 4520 × 1730 × 1310 mm                              |
| Leergewicht:                        | 1380 kg                                            | 1380 kg                                            |
| Höchstgeschwindigkeit:              | 260 km/h                                           | 270 km/h                                           |
| 0–100 km/h:                         | n. a.                                              | n. a.                                              |
| Verbrauch (Liter/100 Kilometer):    | n. a.                                              | n. a.                                              |
| Preis (DM):                         | DM 50.905 (1969)                                   |                                                    |
| Stückzahlen:                        | 150                                                | 100                                                |